# Rangliste (Armee)

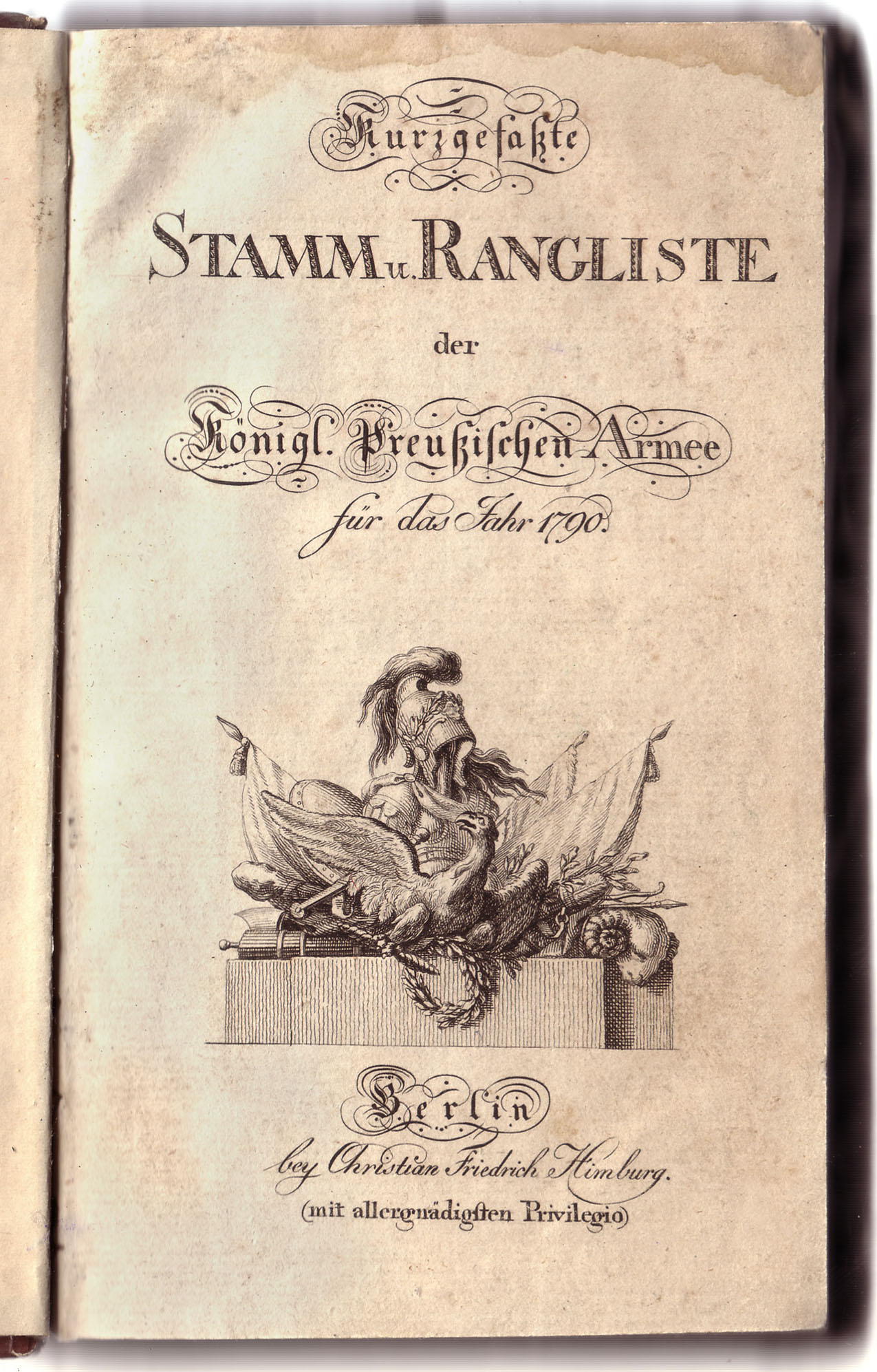
Titelblatt der Stamm- und Rangliste der Offiziere der königlich preußischen Armee von 1790.

Die Rangliste der Streitkräfte (Armee, Marine) eines Herrscherhauses oder eines Staates war – und ist noch heute beispielsweise für (Militär-)Historiker oder Genealogen – das wichtigste Nachschlagewerk für und über das jeweilige Offizierskorps. Herausgeber war das jeweilige Kriegsministerium. Die Rangliste wurde regelmäßig veröffentlicht und führte alle Offiziere der Streitkräfte auf mit deren Stellung, Dienstrang, Beförderungen sowie erhaltenen Orden und Ehrenzeichen. Es gab sie in allen deutschen Ländern und auch im Ausland.

## Preußen
Preußische Ranglisten gibt es seit mindestens 1713, ab 1785 erschienen sie jährlich bis 1806. Danach gab es zunächst – als Folge des verlorenen Krieges von 1806 – keine Ranglisten mehr, indessen wurden solche zumindest 1808 und 1812 handschriftlich zusammengestellt und in jüngerer Zeit vom Militärgeschichtlichen Forschungsamt als Faksimiledrucke herausgegeben. Ferner erschien 1828 in zwei Auflagen eine Rangliste für 1806, ergänzt um „Nachrichten über das nachherige Verhältnis der darin aufgeführten Officiere und Militair-Beamten“ und 1835 ein Namen-Verzeichnis hierzu. 

Rangliste 1910
(Taschenbuch)

Regelmäßig jährlich erschienen Ranglisten wieder ab 1817. Sie enthalten die gesamte Friedensgliederung der preußischen Armee mit allen Formationen und Dienststellen sowie deren Besetzung mit Offizieren und höheren Militärbeamten, üblicherweise mit dem Stand zum Frühjahr eines jeden Jahres. In einem Nachtrag stehen Änderungen bis zur Drucklegung. Unter der jeweiligen Formation/Dienststelle sind die seit Erscheinen der letzten Rangliste erfolgten Personaländerungen und deren Grund aufgeführt. Der vollständige Titel der Ranglisten lautet: „Rang- und Quartierliste der Königlich Preußischen Armee für das Jahr…“. Die Personen werden mit Rang und Familiennamen angegeben, die Vornamen fehlen leider. Sind in einer Formation mehrere Personen gleichen Ranges mit gleichem Familiennamen vorhanden, so werden diese unterschieden als „der 1ste“, „der 2te“ usw. Erst ab 1897 erfolgt stattdessen in diesen Fällen die Nennung des Vornamens. In den Jahren 1870 und 1876 erschienen keine Ranglisten. In den Jahren 1890, 1893, 1900, 1912 und 1913, in denen zum 1. Oktober jeweils umfangreiche Neuaufstellungen erfolgten, gibt es eine zusätzliche nur den aktiven Dienststand umfassende Rangliste mit der Stellenbesetzung zum 1. Oktober. Die letzte Friedensrangliste erschien im Frühjahr 1914, danach wurde für die Dauer des Ersten Weltkrieges das Erscheinen eingestellt.
Ferner enthalten die preußischen Ranglisten
- ab 1830 ein Namensverzeichnis
- ab 1843 Anciennitätslisten, ab 1853 jedoch nur noch die Generale und Stabsoffiziere umfassend
- ab 1850 auch die (noch sehr kleine) Marine bis 1873, danach wurde deren Personal als Reichstruppen in einer eigenen Rangliste geführt
- ab 1868 auch die Offiziere und Oberbeamte der nichtpreußischen Truppen des norddeutschen Bundes (außer Sachsen und Braunschweig, Braunschweig erst ab 1887)
- ab 1895 auch die württembergischen Truppen und Dienststellen, der Titel lautet jetzt: „Rang- und Quartierliste der Königlich Preußischen Armee und des XIII. (Königlich Württembergischen) Armeekorps für das Jahr…“
- ab 1897 die Schutztruppen
- ab Okt. 1900 die Marine-Infanterie und für die Zeitdauer seines Bestehens das Ostasiatische Expeditionskorps, ferner von jedem Offizier das Datum seines letzten Patents. Der Titel lautet jetzt: „Rangliste…“ statt „Rang- und Quartierliste…“.
- ab 1903 sind die Landwehrbezirke in alphabetischer Reihenfolge und nicht mehr regional innerhalb ihres Armeekorps aufgeführt.

Die letzte Friedens-Rangliste erschien im Mai 1914, im Ersten Weltkrieg gab es schon aus Geheimhaltungsgründen keine Ranglisten. Im Jahr 1926 gab der deutsche Offiziersbund eine „Ehren-Rangliste des Deutschen Heeres“ heraus, die allerdings nur alle aktiven Offiziere und höheren Militärbeamten enthält, die bis zum Ende des Ersten Weltkrieges ihr Patent erhielten. Diese Rangliste führt neben preußischen und württembergischen auch die bayerischen und sächsischen Offiziere auf. Preußische Reserve- und Landwehroffiziere, sofern sie gefallen sind, enthält das 1939 erschienene Werk von Uebe: „Ehrenmal des preußischen Offizierskorps“.
Neben den Ranglisten gab es seit etwa 1855 jährlich erscheinende Dienstalterslisten, in denen die aktiven preußischen (und ab 1897 auch die württembergischen) Offiziere mit allen Patenterteilungen aufgeführt sind. Diese Dienstalterslisten erschienen auch noch während des Ersten Weltkrieges.

## Bayern
Die den preußischen Ranglisten entsprechenden Zusammenstellungen hießen „Militär-Handbuch des Königreiches Bayern“, ein erstes Handbuch (noch unter dem Titel „Rangliste“) erschien 1811, die folgenden Auflagen ab 1831 in etwa zweijährigem Abstand, die letzte im Frühjahr 1914. Die Militär-Handbücher sind ähnlich aufgebaut wie die preußischen Ranglisten, enthalten zusätzlich eine umfangreiche Genealogie des Herrscherhauses und auch die Vornamen aller genannten Personen, ferner auch noch lebende Offiziere a. D., Namensliste aller (auch gestorbener) Inhaber des Militär-Max-Joseph-Ordens und des Militär-Sanitäts-Ehrenzeichens, eine Liste der Feldzüge der bayer. Armee und eine kurze Geschichte ihrer Formationen und Dienststellen.
Daneben gab es jährlich erscheinende „Ranglisten“, die vom Inhalt her den preußischen „Dienstalterslisten“ entsprechen.

## Sachsen
Ranglisten der sächsischen Armee gab es spätestens ab 1807, sie hießen bis 1849 „Stamm- und Rangliste der Königl. Sächs. Armee vom Jahre…“, ab 1850 nur noch „Rangliste…“ Bezüglich Aufbau und Umfang gleichen sie mutatis mutandis den Militärhandbüchern für das Königreich Bayern. Sie erschienen jährlich, letztmals 1914, und geben den Stand zum Januar des jeweiligen Erscheinungsjahres wieder.

## Sonstige
Auch von den sonstigen deutschen Bundesstaaten gab es Ranglisten, im Königreich Hannover hießen sie zunächst: „Staats- und Adreßkalender“, später „Hof- und Staatshandbuch“. Unter ähnlichen Titeln findet man sie auch für andere deutsche Bundesstaaten. Daneben gab es auch in unregelmäßigen Abständen erscheinende Ranglisten für bestimmte Gruppen von Beamten oder Offizieren einer bestimmten Provinz mit unterschiedlichen Angaben, teilweise auch ihrer Wohnanschrift, beispielsweise die 1929 erschienene „Kriegsrangliste der Intendanturbeamten“.

## Deutsches Reich und Bundesrepublik
Die Marine hatte ab 1873 eigene jährlich erscheinende Ranglisten, die nach kriegsbedingter Unterbrechung ab 1923 wieder aufgelegt wurden. 1930 erschien außerdem eine der Ehrenrangliste des Heeres entsprechende „Ehrenrangliste der Kaiserlich Deutschen Marine“, die alle Offiziere und höheren Beamten der Kaiserlichen Marine (auch der Reserve, der Seewehr und a. D.) und ihre Verwendung im Ersten Weltkrieg enthält.
Als nach dem verlorenen 1. Weltkrieg das Heer reichseinheitlich wurde, hatte es ab 1923 eigene Ranglisten, die den Stand vom April/Mai eines jeden Jahres wiedergeben. Für das Übergangsheer 1920–21 gab es nichtöffentliche Stellenbesetzungslisten, die 1968 publiziert wurden (W. v. Groote, U. v. Gersdorff, Stellenbesetzung im Reichsheer vom 16. Mai 1920, 1. Oktober 1920 und 1. Oktober 1921, Neudruck der Originalausgaben 1920–21, Osnabrück 1968).
Ab 1933 wurden aus Geheimhaltungsgründen keine neuen Ranglisten mehr veröffentlicht, Ersatz bieten die in den Fünfzigerjahren im Druck erschienenen ehemals geheimen Ranglisten von 1939 und 1944/5 für das Heer. Für die Kriegsmarine erschien ein dreibändiges Werk von Walter Lohmann und Hans H. Hildebrand, in dessen 3. Band sämtliche Offiziere der Kriegsmarine mit ihren Verwendungen aufgeführt sind. Von der Luftwaffe erschien ebenfalls eine Rangliste 1944/45 mit den Namen aller Generale und Stabsoffiziere.
Die Bundesrepublik veröffentlichte seit Wiedereinführung von Streitkräften keine Ranglisten mehr: Das Interesse an Geheimhaltung überwog das Interesse an einer öffentlichen Bekanntgabe der Dienststellung des Offiziers zur Hebung seines Ansehens. Heute dürfte auch der seit den Achtzigerjahren existierende Datenschutz eine vergleichbare Publikation hindern.

## Österreich-Ungarn

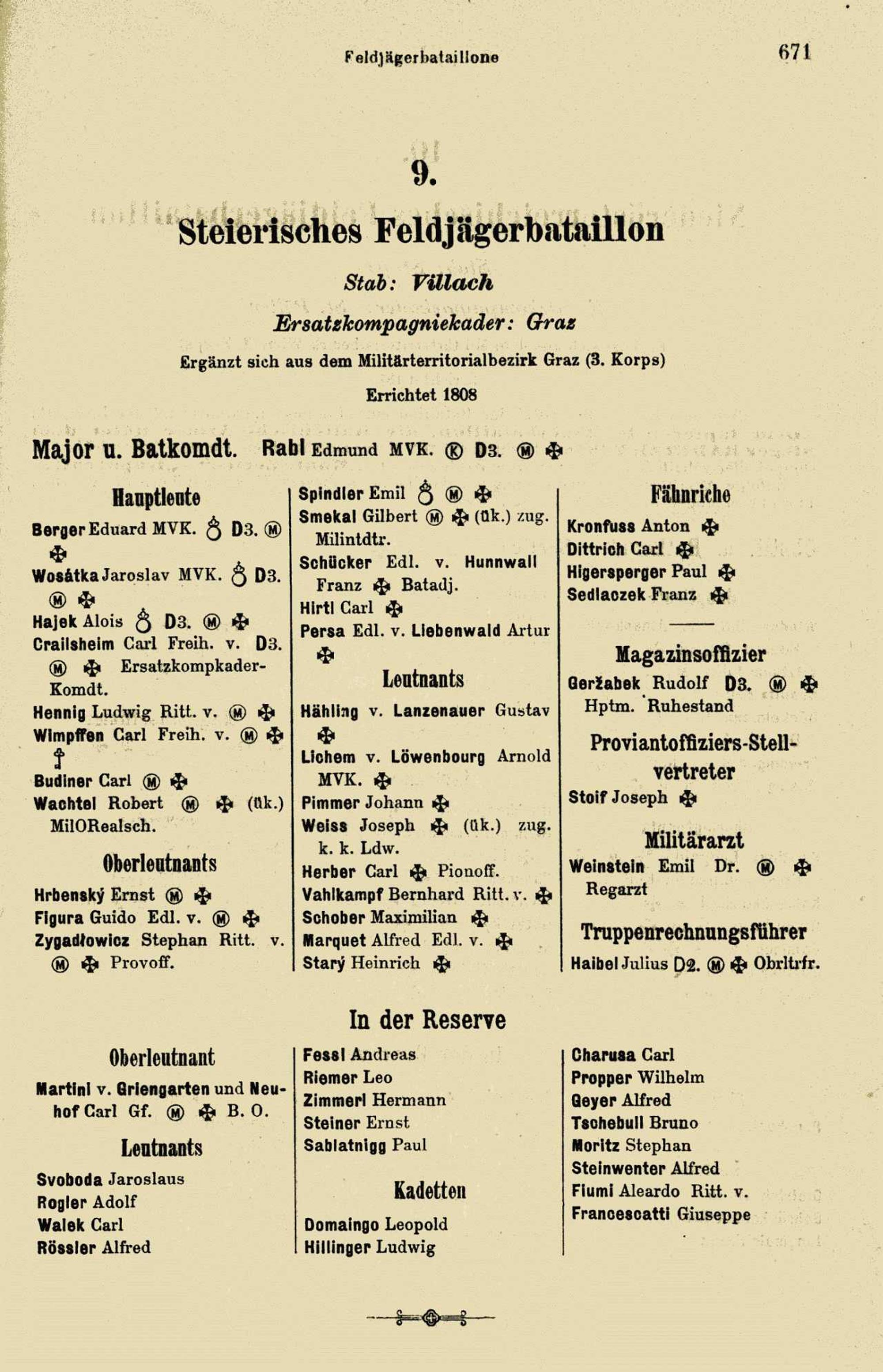
Rangliste des k.u.k. Feldjägerbataillons 9 aus dem Jahre 1909

Von der österreichischen Armee erschien von 1790 bis 1914 jährlich eine vergleichbare Publikation zunächst mit dem Titel: „Militär-Almanach“, später als „Militär-Schematismus des Österreichischen Kaiserthumes“ bezeichnet. Er ist ähnlich aufgebaut wie das bayer. Militär-Handbuch, die älteren Auflagen enthalten jedoch keine Friedensgliederung der Streitkräfte.

## Sonstige Staaten
Zumindest im 19. und frühen 20. Jahrhundert gab es in jedem Staat der Welt, der etwas gelten wollte, vergleichbare Werke, so z. B. in Großbritannien die jährlich oder häufiger erscheinende „Army List“ und „Navy List“, in den Niederlanden die „Naam- en Ranglijst“. Die Aufzählung aller dieser Quellen würde den Rahmen des Artikels sprengen, es soll hier für den Interessenten der allgemeine Hinweis genügen.